# محافظة سونغكلا
محافظة سونغكلا (بالتايلاندية: สงขลา) و(بالإنجليزية: Songkhla)‏ هي واحدة من محافظات تايلاند الخمس والسبعين تجاور محافظة ساتون ومحافظة فاتالونغ ومحافظة ناخون سي تاممارات ومحافظة فطاني ومحافظة يالا.

## الجغرافيا
تقع المحافظة على شبه جزيرة الملايو وعلى ساحل خليج تايلاند واعلى ارتفاع يصل إلى 821 متر.
تقع بحيرة سونغلا الطبيعة وهي أكبر بحيرة طبيعة في تايلاند في محافظة سونغكلا وحديقة سان كالأخيري التي تغطي 214 كيلومترا مربع من المرتفعات الجبلية من الحدائق الوطنية السياحية.

## العاصمة
على عكس المحافظات الأخرى تعتبر عاصمة المحافظة مدينة سونغكلا ليست أكبر مدينة في المحافظة بل أكبر المدن في المحافظة هي هات ياي والذي يعتقد الكثيرين انها عاصمة المحافظة.

## التاريخ
اسم سونغكلا هو في الواقع مستمد من لغة (بالجاوي: سيڠڬورا) تعني مدينة الأسود.
كانت سونغكلا مقراً لمملكة ملايو قديمة ذات نفوذ سريفيجايان القوي. في العصور القديمة (200-1400 م) شكلت سونغكلا الطرف الشمالي لمملكة لانغاسوكا الملايوية. حكم بعدها دولة باسم سلطنة سينجورا، وأصبحت فيما بعد جزء من مملكة ناخون سي ثمرات، حيث تعرضت لأضرار خلال عدة محاولات للحصول على الاستقلال.
في عام 1909 أصبحت المحافظة رسميا تابعة لمملكة تايلاند بعد أن كانت قديما تتبع مملكة الملايو وذلك على اثر معاهدة وقعتها مملكة تايلاند معا بريطانيا، في يوم 8 ديسمبر 1941 عندما غزا المحافظة الجيش الإمبراطوري الياباني كانت المحافظة مسرحا لقتال عنيف مع الجيش الإمبراطوري الياباني في الحرب العالمية الثانية.

## السكان
حوالي ثلاثة ارباع السكان يعتنقون الديانة البوذية ومعظمهم تايلانديون أو من أصول صينية. وحوالي ربع السكان هم من المسلمين ومعظمهم سياميين أو من أصول ملاوية.

## التقسيمات الادارية
تنقسم المحافظة إلى 16 مقاطعة رئيسية والتي تنقسم بدورها إلى 127 مقاطعة فرعية (بلدية) و 987 قرية.
| 1. موينج سونغخلا 2. ساثينج فري 3. تشانا واسمها بالملايو ‌‌چنؤ 4. تأوي نا 5. تافيا 6. سابا يوا 7. رانوت 8. كراسا سيان | 1. راتافوم 2. ساداو واسمها بالملايو دانؤ 3. هات ياي 4. نا موم 5. خوان نيانغ 6. بانج كلام 7. سينغاناخون 8. خونغ هوي خلونج |